# گلدتوایت (تگزاس)
گلدتوایت، تگزاس(به انگلیسی: Goldthwaite, Texas) شهری در ایالت تگزاس از ایالات جنوبی ایالات متحده آمریکا است. در سرشماری سال ۲۰۰۰، جمعیت این شهر ۱۸۰۲ نفر اعلام شد.

## نگارخانه

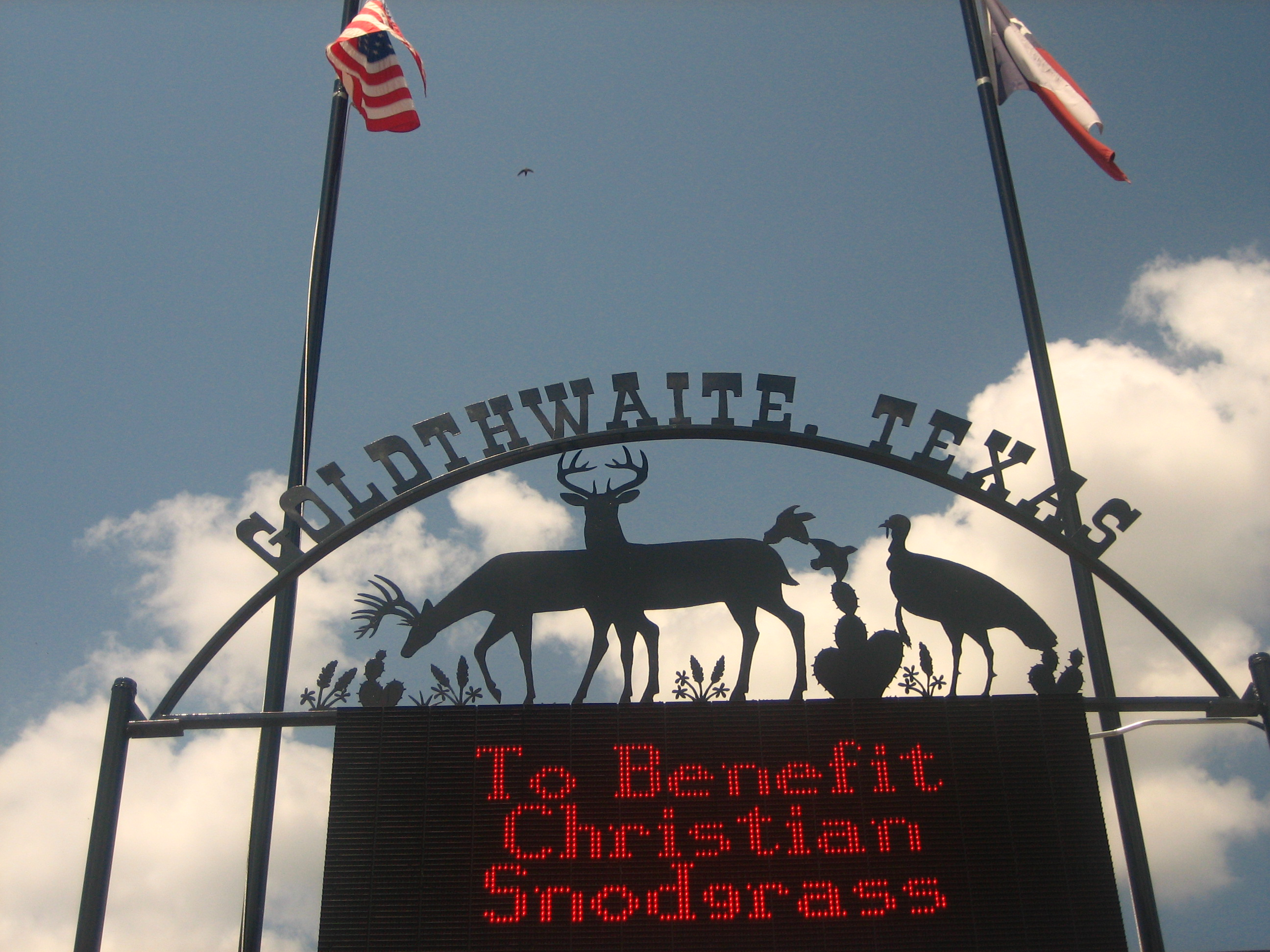
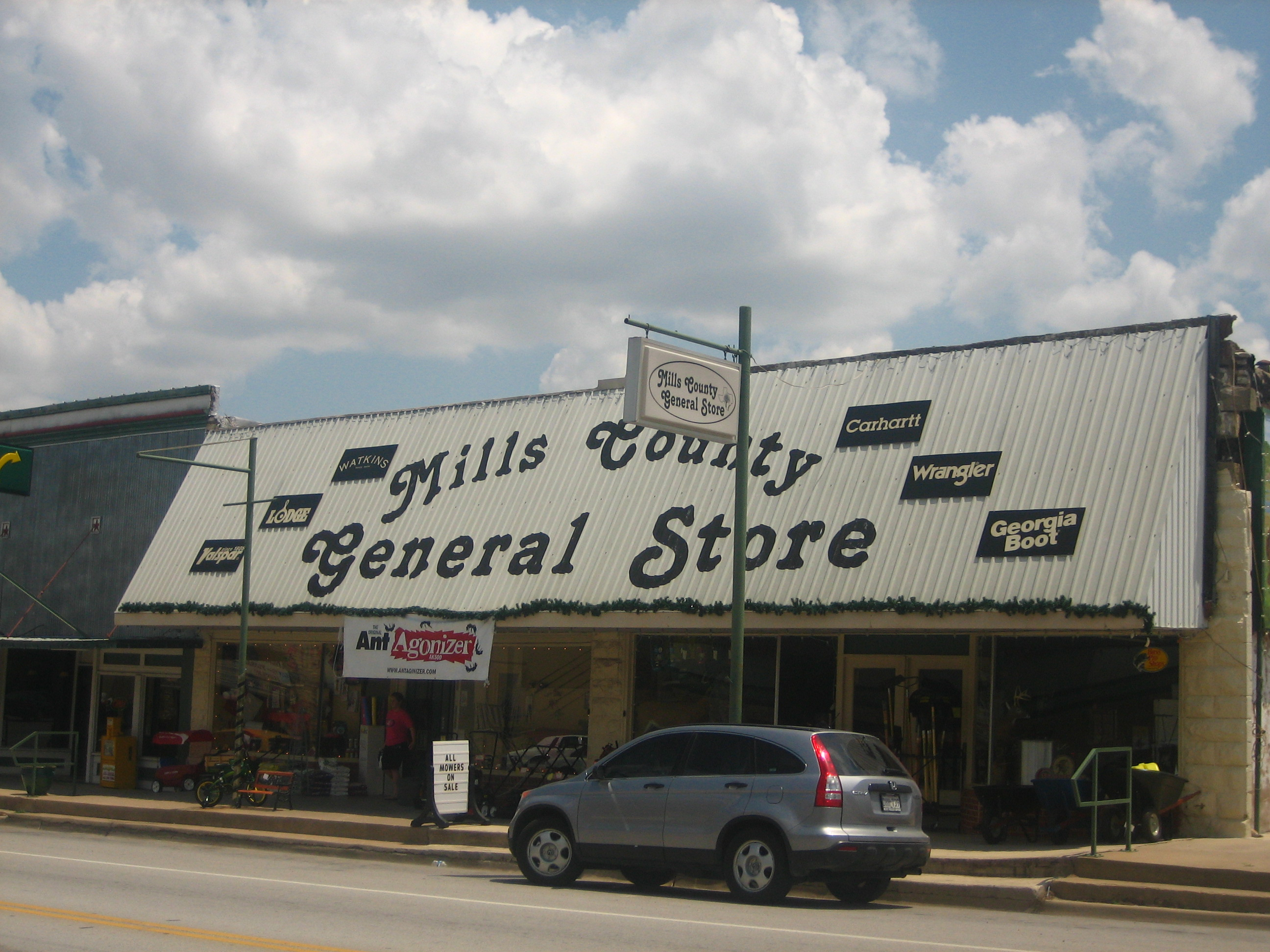
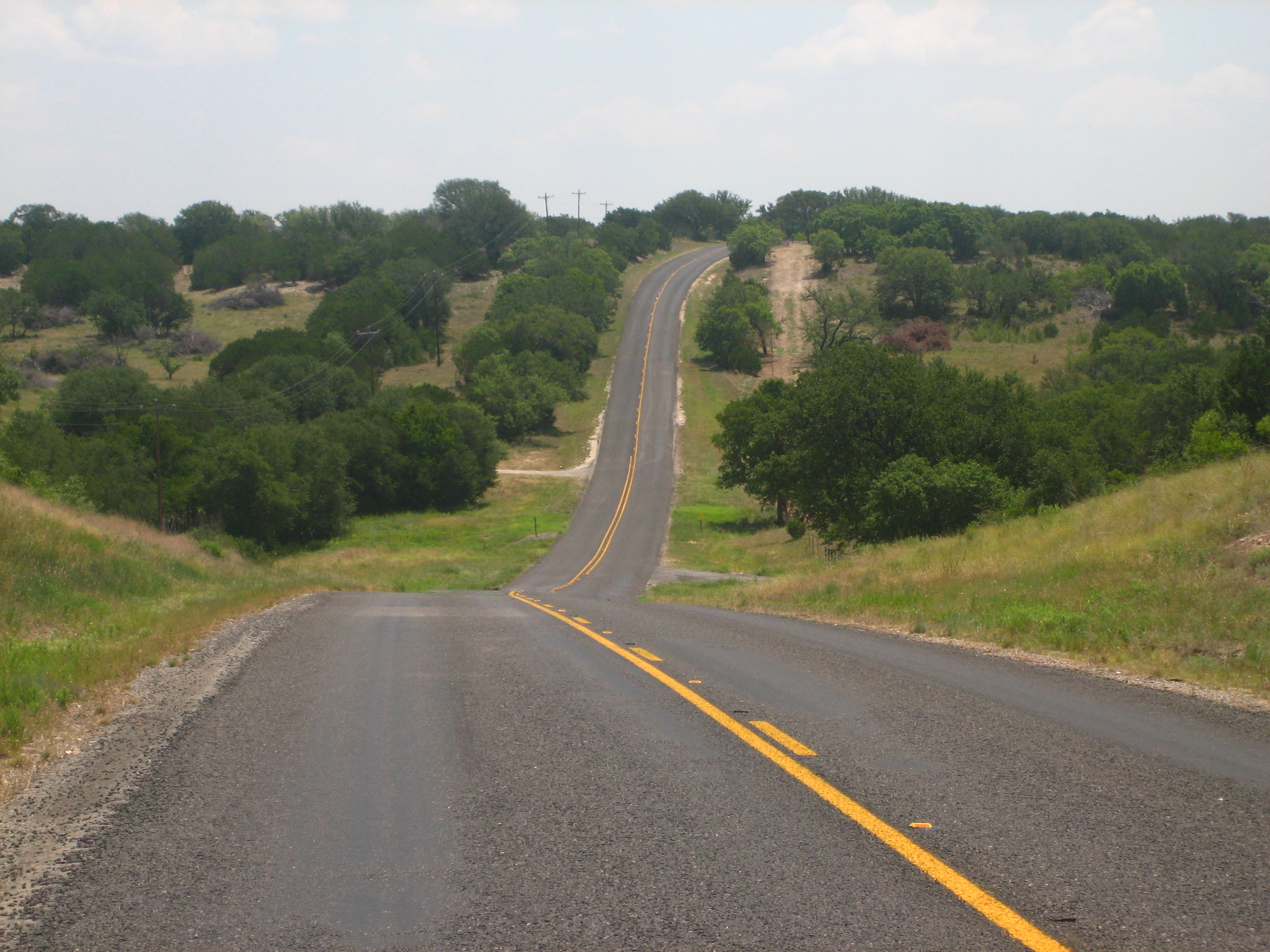
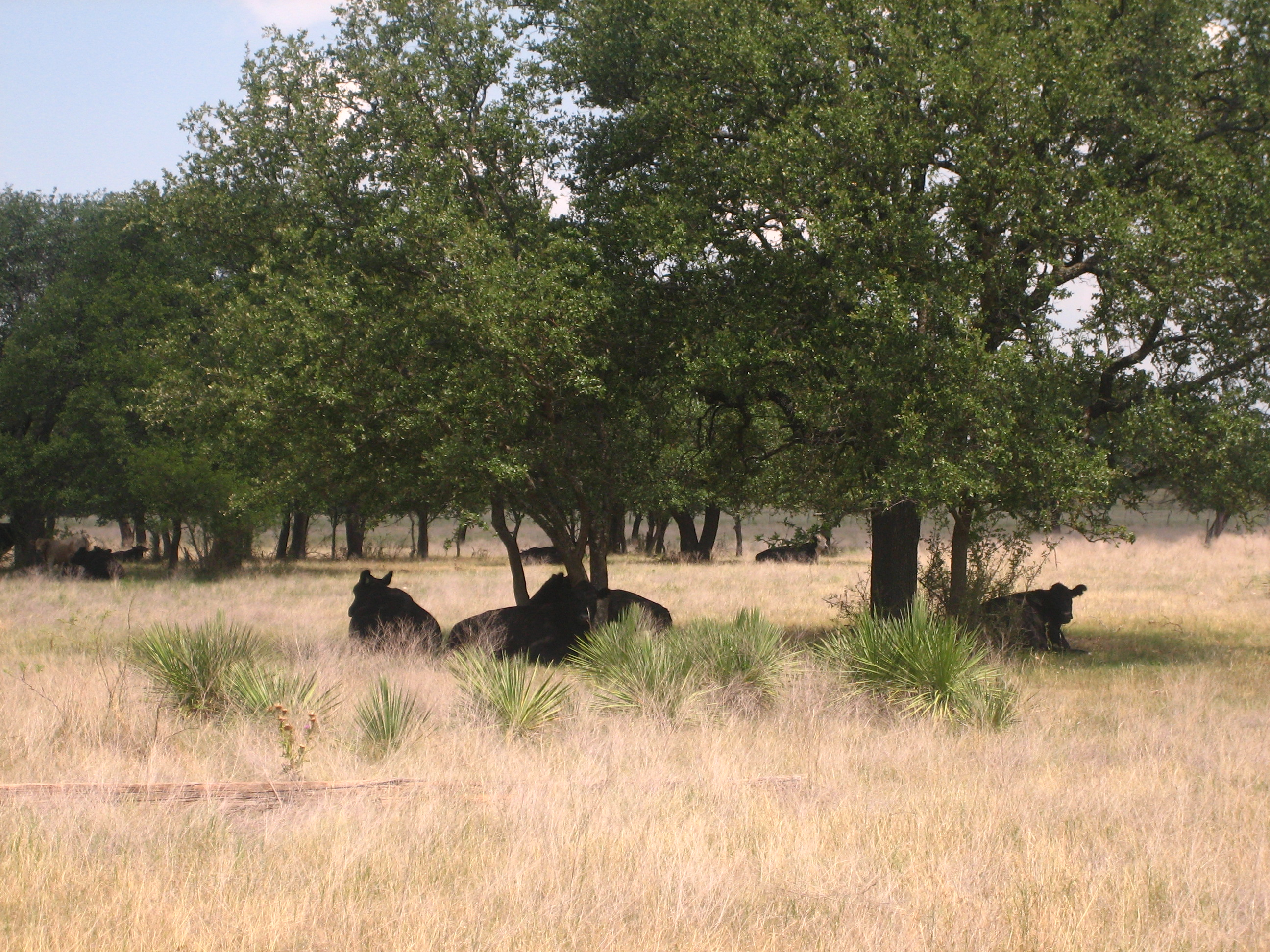
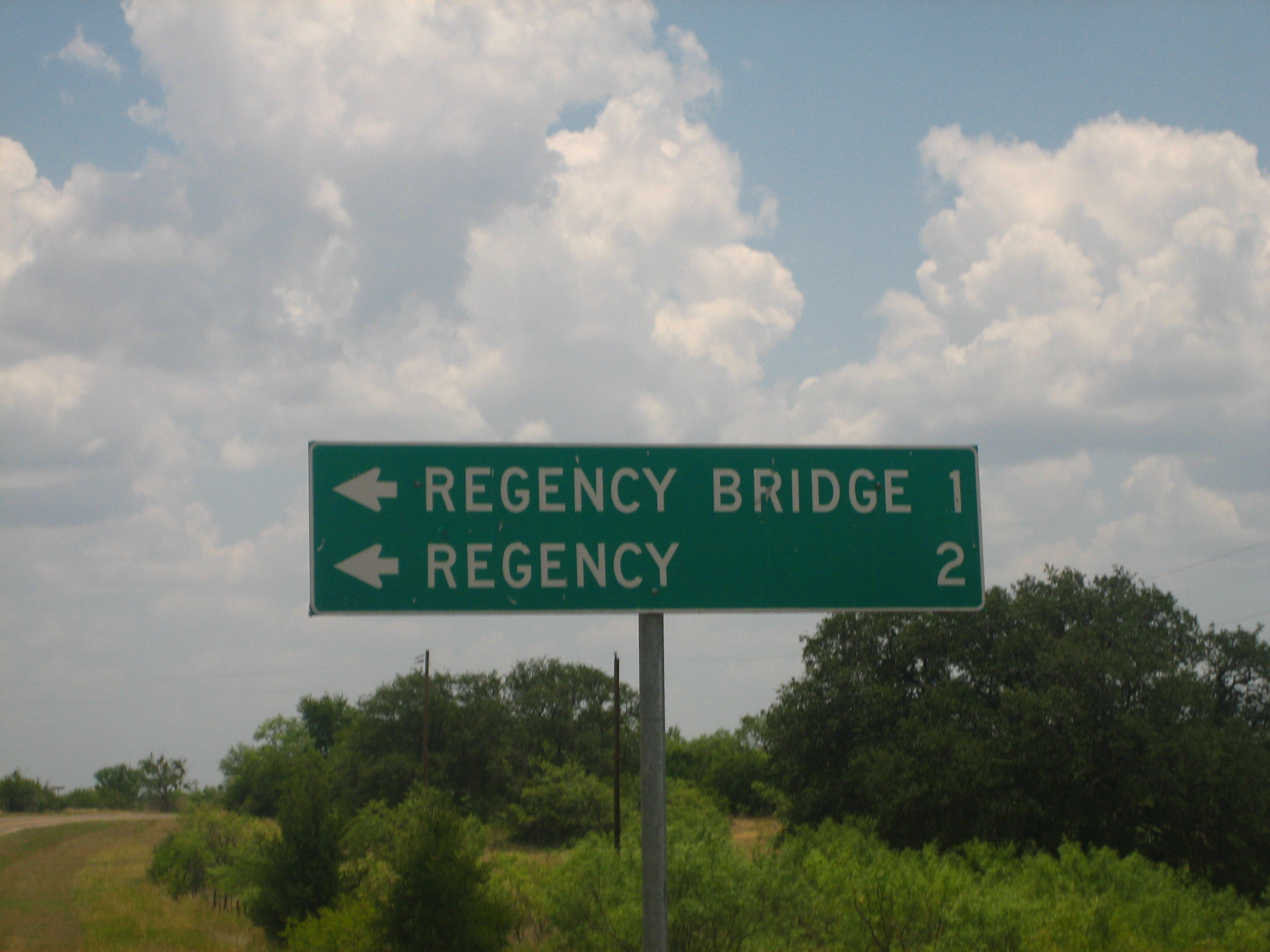
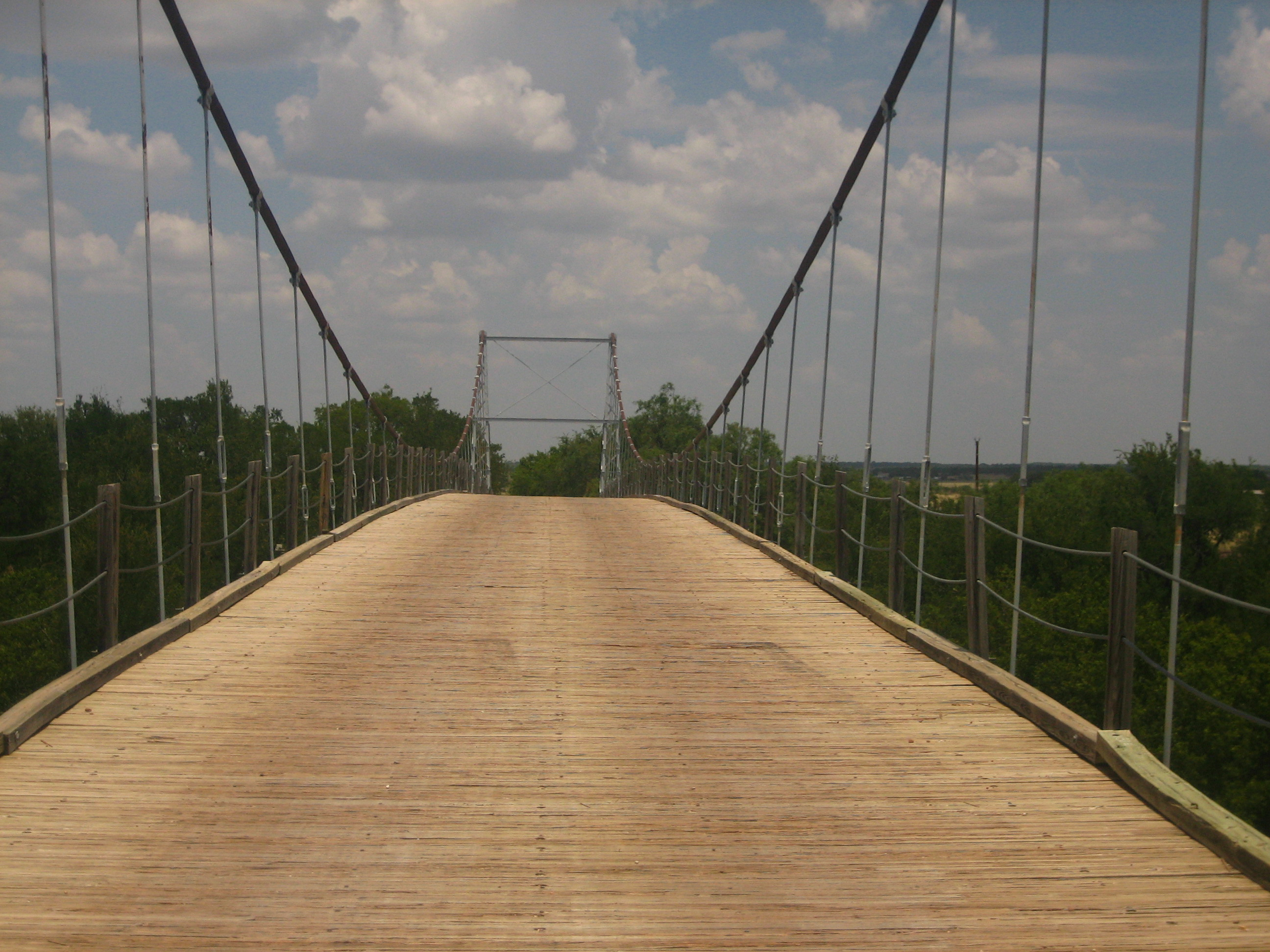